# شعب جاراي
شعب جاراي أو الجارايون (بالفيتنامية: Người Gia Rai, Gia Rai أو Gia-rai، وبالخميرية: ចារ៉ាយ) هم مجموعة إثنية تقطن جبلية فيتنام الوسطى (مقاطعتا زا لاي وكون توم، والبعض الآخر في مقاطعة داك لاك)، وكذلك في مقاطعة راتاناكيري الشمالية الشرقية. في أثناء حرب فيتنام، أشرك الجيش الأميركي العديد من أفراد جماعة جاراي، فضلًا عن أعضاء الجماعات الجبلية الأخرى (خمير لو وديغار)، في شؤون الحرب، لذا أُعيد توطينهم مع أسرهم في الولايات المتحدة، وخاصة في ولاية كارولينا الشمالية.
تُعد لغة شعب الجاراي أحد أفرع لغات الملايو-بولينيزية التي تنتمي لعائلة اللغات الأسترونيزية. تتصل لغة شعب الجاراي بلغة إثنية تشام في وسط فيتنام وكمبوديا ولغات الملايو بولينيزية في إندونيسيا وماليزيا ومدغشقر والفلبين وجزر المحيط الهادئ (هاواي ونيوزيلندا وجزيرة القيامة وساموا وغوام وفيجي). يوجد نحو 332,557 شخص يتكلمون لغة شعب الجاراي. يُعد شعب الجاراي أكبر المجموعات الإثنية في المرتفعات الوسطى المعروفة باسم ديغار أو مونتانيارد، ويشكلون نحو 23% من سكان مقاطعة راتاناكيري في كمبوديا. تتشارك الجماعتان، الجاراي الكمبودي والفييتنامي، نفس التقاليد وتحتفظان بعلاقة وثيقة من التبادل الثقافي، ولكن لغتهما تحظى بتأثير بيئتهما اللغوية الخميرية والفييتنامية على التوالي. بعض كلمات الجاراي الخميري مستعارة من جماعتي خمير ولاو. في أثناء إجراء الجاراي الخميري محادثات مع الجاراي الفييتنامي، قد يحدث قدر من الحيرة والارتباك فيما بينهما. يكتَب الجاراي الفييتنامي بالحروف اللاتينية، ولكن لغة الجاراي الخميري غير مكتوبة.

## التسمية
تعني كلمة جاراي (ចារ៉ាយ - Chareay): شعب الشلالات أو شعب النهر المتدفق.

## نبذة تاريخية
استوطن البشر المرتفعات في شمال الهند الصينية بين العصر الحجري والبرونزي قبل نحو 10 آلاف سنة.

### الاتصال مع الغرب
جاءت الأخبار الغربية الأولى عن شعب الجاراي من الأب بوليفو، وهو مبشر فرنسي توغل عبر نهر الميكونغ عام 1850 وذكر «ملك النار»، وهو رجل يحظى بالاحترام وينتمي إلى مجموعة معينة من الناس تُدعى جاراي.
لم يتدخل الحكام الفرنسيون كثيرًا في شؤون جماعات السكان الأصليين التي تقطن المرتفعات، غير أنهم اعتبروا هذه الجماعات مصدرًا ممتازًا للأفراد العاملين في مواقع الجيش الأمامية، وعينوا عددًا كبيرًا من شباب شعب الجاراي والخمير لو وديغار في القوات الفرنسية.

### العصر الحديث
في العصر الحديث، عانى شعب الجاراي من مشكلة إخلاء وانتزاع الأراضي، وخصوصًا في كمبوديا، في ظل نظام كبير من الفساد، وفي ظل إزالة الغابات لإنشاء مزارع كبيرة للمطاط. على الرغم من أن كمبوديا لديها قوانين واضحة لاحترام أراضي الشعوب الأصلية وحمايتها، فإن القانون لا يُطبق، ويستفيد منه الأفراد والجماعات الأقوياء لمصلحتهم في طرد مجتمعات الجاراي من أراضي أجدادهم. في فيتنام، يلتمس بعض شعب الجاراي اللجوء إلى بلدان مثل الولايات المتحدة، عابرين الأراضي الكمبودية هربًا من القيود المفروضة على تقاليدهم وثقافاتهم.

### الأساطير
شعب الجاراي لديه العديد من الأساطير، وجرت أحداثها جميعًا في الأدغال، وهي مفيدة لفهم ثقافتهم وتاريخهم. ثمة عنصر متكرر تُلاحظ رؤيته في قصص الثلاثة ملوك: النار والماء والرياح وسيف مقدس نزل من السماء ليمنح شعب الجاراي قوى عظيمة. يعيش ملك النار الأول، في فيتنام، معتمدًا في سلطته على الشعائر الدينية. كلمة جاراي تعني «شلال»، لذا تكون المياه جزءًا من روايتها. يقول بعض كبار السن، من الزعماء، أن شعب الجاراي وُلدوا في سلسلة جبال أناميتي، وهاجروا إلى الجنوب، منقسمين في مجموعات مختلفة.

## وصلات خارجية
- Dock Rmah page at North Carolina Arts Council site
- Ethnologue report for Jarai language
- The Far East - Cambodia